# Death on the Road
Death on the Road ist das achte Livealbum der britischen Heavy-Metal-Band Iron Maiden. Das Album wurde am 30. August 2005 via EMI veröffentlicht.

## Hintergrund
Das Album wurde am 24. November 2003 in der Dortmunder Westfalenhalle aufgenommen. Neben den sechs Liedern des Dance-of-Death-Albums ist lediglich Lord of the Flies noch nicht auf den bisher erschienenen Maiden-Livealben zu hören gewesen. Das Albumcover wurde von Melvyn Grant entworfen.
Am 6. Februar 2006 wurde eine DVD-Version von Death on the Road veröffentlicht. Diese Version enthält drei DVDs. Auf der ersten DVD ist das Konzert im 5.1-Digital-Audio-Sound zu hören. Die zweite DVD enthält das Konzert in Stereo. Die dritte DVD enthält eine 70-minütige Dokumentation über die Entstehung des Albums sowie über die Tourvorbereitungen. Außerdem gibt es die Videoclips für Wildest Dreams, Rainmaker und No More Lies zu sehen.
Das Album erschien außerdem als streng limitierte Picture Disc.
Als 2005 das Best-of-Album Edward the Great neu aufgelegt wurde, wurde die Fear-of-the-Dark-Version von Death on the Road hinzugefügt.

## Titelliste
CD 1
1. Wildest Dreams – 4:51
2. Wrathchild – 2:49
3. Can I Play with Madness – 3:30
4. The Trooper – 4:12
5. Dance of Death – 9:23
6. Rainmaker – 4:01
7. Brave New World – 6:09
8. Paschendale – 10:17
9. Lord of the Flies – 5:06

CD 2
1. No More Lies – 7:49
2. Hallowed Be Thy Name – 7:31
3. Fear of the Dark – 7:28
4. Iron Maiden – 4:50
5. Journeyman – 7:02
6. The Number of the Beast – 4:57
7. Run to the Hills – 4:26

## Erfolge
Death on The Road erreichte hohe Chartpositionen in mehreren europäischen Ländern, konnte sich aber nur in Schweden und Finnland in den Top Ten platzieren. In Deutschland erreichte das Album Platz 17.